# Голубь с зелёным горошком
«Голубь с зелёным горошком» (фр. Le Pigeon aux petits pois) — картина испанского и французского художника Пабло Пикассо. Является классическим примером кубизма. Выполнена маслом на холсте в 1911 году. До 20 мая 2010 года находилась в Музее современного искусства в Париже. Размер — 65 × 54 см.

## Описание
Сюжет картины довольно запутанный, и сложно точно распознать на холсте какой-либо предмет. Среди различных прямоугольников, дуг и линий хорошо видно только слово «Café» в верхней правой части полотна. Ближе к геометрическому центру композиции на столике стоит блюдо, приготовленное из голубя. Можно заметить торчащую вверх птичью лапу и зелёный горошек на тарелке. В картине преобладает светло-коричневый цвет, который местами усиливается и становится почти незаметным по краям холста.

## Предыстория
Картина была создана в первый период кубизма, известный как аналитический кубизм, который зародился в 1907 году, когда Пикассо показал Жоржу Браку свою первую кубистическую картину под названием «Авиньонские девицы». Созданная под влиянием искусства африканских племен, картина нарушила традиционные правила западной живописи.

## Кража из музея
В ночь на четверг 20 мая 2010 года из парижского Музея современного искусства были похищены пять известных шедевров Анри Матисса, Амадео Модильяни, Фернана Леже, Жоржа Брака и Пабло Пикассо. В числе украденных картин был «Голубь с зелёным горошком». Три охранника, находившиеся в ту ночь  на службе, ничего не видели и поэтому не отреагировали, пока в 6:50 утра не заметили разбитое окно и сломанный замо́к. Техническая поломка в системе сигнализации музея была обнаружена ещё 30 марта, но её не исправили должным образом. Система видеонаблюдения работала, и на ночных кадрах было видно, как мужчина в маске разбивает окно, идёт по коридорам музея и снимает со стен картины. Вскоре преступника арестовали. Он подтвердил, что похитил картины, но в панике бросил их в мусорный контейнер. Полицейские обыскали указанный контейнер, но картин в нём не нашли. За преступление вор был приговорён к восьми годам тюрьмы. Хотя он действовал в одиночку, следователи предположили, что кража была заказана. Они не поверили в версию с мусорным контейнером. Несмотря на то, что французский мир искусства вежливо попросил преступников вернуть шедевры в музей, картины до сих пор не найдены.
Общая стоимость украденных полотен составила 123 миллиона долларов.